# Protestas en la Universidad de Columbia de 2024
Las protestas en la Universidad de Columbia de 2024 son una serie de protestas estudiantiles que tuvieron lugar en la Universidad de Columbia en la ciudad de Nueva York.  Las protestas comenzaron el 17 de abril de 2024, cuando estudiantes pro palestinos establecieron un campamento de aproximadamente cincuenta tiendas de campaña, llamándolo Campamento de Solidaridad con Gaza, en el campus de la universidad, exigiendo que la universidad rompa cualquier tipo de lazo con Israel. El campamento fue desmantelado por la fuerza al día siguiente, cuando el presidente de la universidad, Minouche Shafik, autorizó al Departamento de Policía de Nueva York a asaltar el campus y realizar arrestos masivos, pero desde entonces ha sido reconstruido. Los arrestos marcaron la primera vez que Columbia permite a la policía reprimir las protestas en el campus desde las manifestaciones de 1968 contra la guerra de Vietnam.
La ocupación del campus ha sido organizada por la Columbia University Apartheid Divest (CUAD), que se define a sí misma como una coalición de más de 100 grupos de estudiantes. La organización se fundó en 2016, con el objetivo de detener las inversiones de Columbia en fabricantes de armas y otras empresas que apoyan la ocupación israelí de los territorios palestinos, junto con Students for Justice in Palestine (SJP) y Jewish Voice for Peace (JVP), que han participado a menudo en las manifestaciones pro palestinas de la ciudad de Nueva York desde el inicio de la guerra entre Israel y Gaza en octubre de 2023. Otro grupo local, Within Our Lifetime (WOL), ha estado protestando fuera del perímetro del campus en apoyo del campamento, chocando con la policía de Nueva York. Grupos mucho más pequeños de contramanifestantes pro israelíes también han estado presentes protestando fuera de la universidad. El 30 de abril, tras fracasar las negociaciones con la universidad, Los manifestantes ocuparon el edificio del campus Hamilton Hall.
Como resultado de las protestas, la Universidad de Columbia cambió al aprendizaje combinado (incorporando más aprendizaje en línea) durante el resto del semestre. Las protestas alentaron otras acciones de protesta en múltiples universidades. Los manifestante judíos han negado que las protestas sean antisemitas.
El 6 de mayo, la administración de la universidad anunció la cancelación de la ceremonia de graduación de toda la universidad programada para el 15 de mayo y dijo que en su lugar haría de los «días de clase y ceremonias a nivel escolar» la «pieza central» de sus actividades de graduación.
El 14 de agosto la rectora de la Universidad, Nemat Minouche Shafik, presentó su dimisión, después de meses de tensiones por las protestas contra la guerra de Gaza y por las acusaciones de «antisemitismo» de destacados miembros del Partido Republicano.

## Antecedentes

### Manifestaciones contra la guerra en la Universidad de Columbia

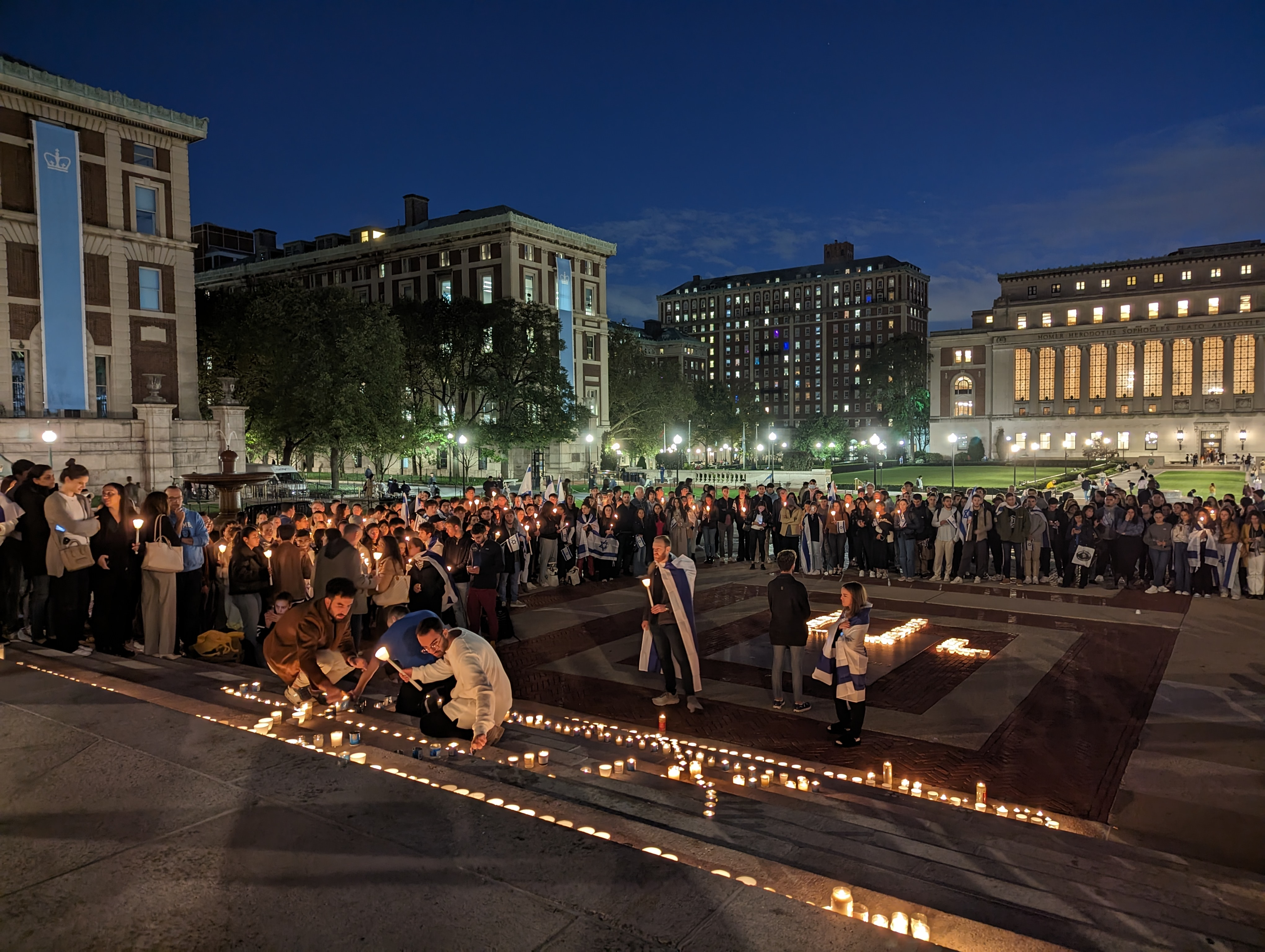
Una vigilia por Israel en la Universidad de Columbia en octubre de 2023

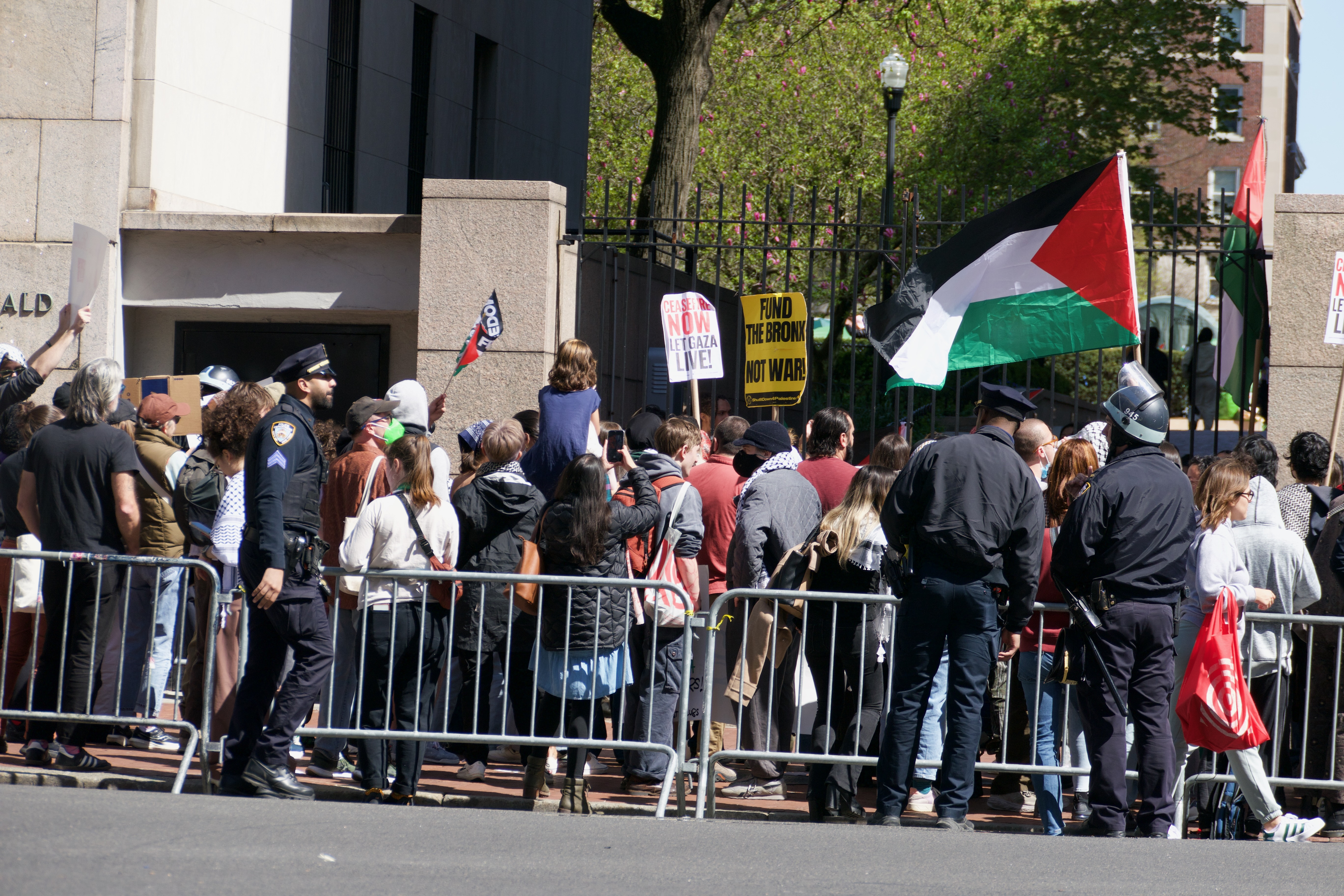
Un grupo de manifestantes pro palestinos frente a la Universidad de Columbia en abril de 2024.

Tanto estudiantes pro palestinos como estudiantes pro israelíes han realizado manifestaciones en la Universidad de Columbia durante la guerra entre Israel y Gaza. El 12 de octubre de 2023, la universidad cerró su campus tras una serie de choques entre manifestantes de uno u otro signo. En noviembre de 2023, la administración de la universidad suspendió a  Estudiantes por la Justicia en Palestina y Voz Judía por la Paz después de que realizaron una huelga estudiantil no autorizada, lo que fomentó los conflictos entre el profesorado y la administración; La universidad afirmó que una persona en el evento gritó epítetos antisemitas. Ese mismo mes, los estudiantes abandonaron una clase impartida por Hillary Clinton después de que hiciera comentarios oponiéndose a un alto el fuego.
En enero de 2024, los estudiantes de una manifestación pro-palestina en el campus fueron rociados con una sustancia química que supuestamente era Skunk, un aerosol maloliente que las Fuerzas de Defensa de Israel (FDI) suelen utilizar para controlar multitudes, lo que provocó varias lesiones. En respuesta, los manifestantes organizaron una protesta frente a la universidad. El Departamento de Policía de Nueva York anunció que investigaría el suceso como un posible crimen de odio. SJP y JVP publicaron un informe que afirma que los perpetradores eran ex soldados de las FDI y actuales estudiantes de la universidad. En abril, uno de los perpetradores, que había sido suspendido el mes anterior, demandó a la universidad bajo el seudónimo de John Doe, alegando que en realidad había rociado aerosoles no tóxicos para pedos, «regalo mordaz», que había comprado en Amazon, y añadió que fue engañado en represalia por estudiantes propalestinos.
En marzo de 2024, los estudiantes realizaron un evento no autorizado de «Resistencia 101». La administración de la universidad contrató una firma de investigación privada para investigar el evento y suspendió a cuatro estudiantes por organizarlo.

### La acampada
En la entrada del campamento en el jardín este de Columbia está publicadas las «Directrices comunitarias del Campamento de Solidaridad con Gaza». Algunas de estas pautas son no tomar fotografías de personas sin su permiso, no consumir drogas o alcohol en el campamento y no interactuar con los contramanifestantes. Sólo se permite hablar con la prensa entre las 14:00 y las 16:00 horas. Otros carteles en el perímetro dicen «Desmilitarizar la educación» y «Globalizar la Intifada». Los estudiantes crearon sus propios cánticos y repartieron folletos que decían «¿Se siente seguro enviando a su hijo a una escuela que entrega a sus estudiantes a la policía?» Existe un servicio de comidas tipo bufé con abundante comida.

## Cronología

### Del 17 al 21 de abril
El 17 de abril, alrededor de las 4 a. m., unos setenta manifestantes se sentaron en tiendas de campaña con la bandera palestina en East Butler Lawn. Los manifestantes colocaron pancartas que decían «Campamento de Solidaridad con Gaza» y «Zona Liberada». Se notó una presencia sustancial de la policía de Nueva York fuera de la universidad tan pronto como se estableció el campamento. La actividad en el campamento incluyó una teach-in (una reunión para discutir un tema de interés público) y una proyección de películas. Esa mañana, alrededor de las 10:00h, la presidenta de la Universidad de Columbia, Minouche Shafik, testificó ante el Comité de Educación y Fuerza Laboral de la Cámara de Representantes, un evento que había sido planeado semanas antes. Anteriormente había sido invitada a asistir a la audiencia sobre antisemitismo del Congreso de los Estados Unidos de noviembre de 2023, pero se negó, debido a problemas de agenda.

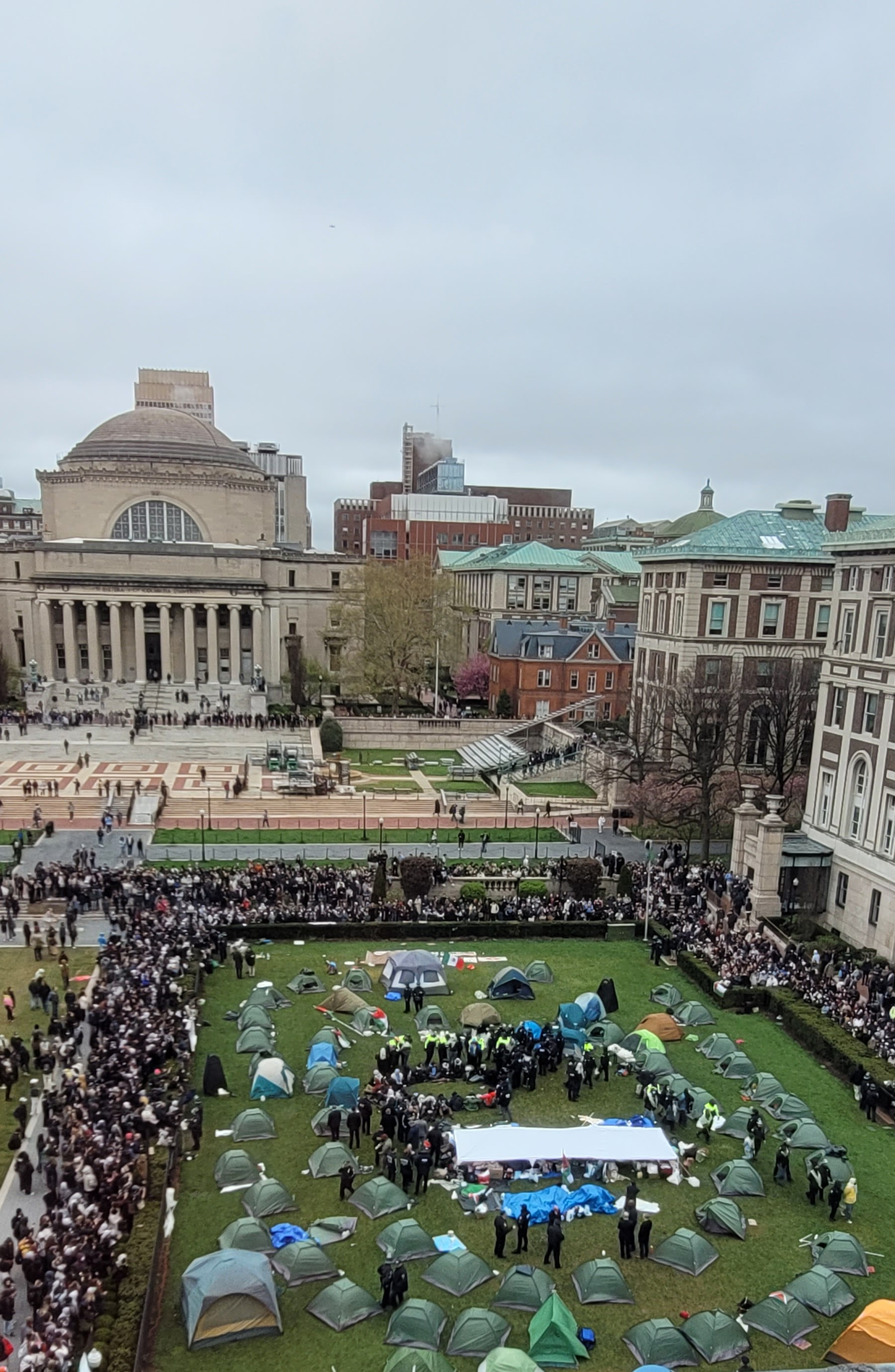
La policía de Nueva York durante el arresto de aproximadamente 100 estudiantes que permanecían dentro del campamento de East Lawn.

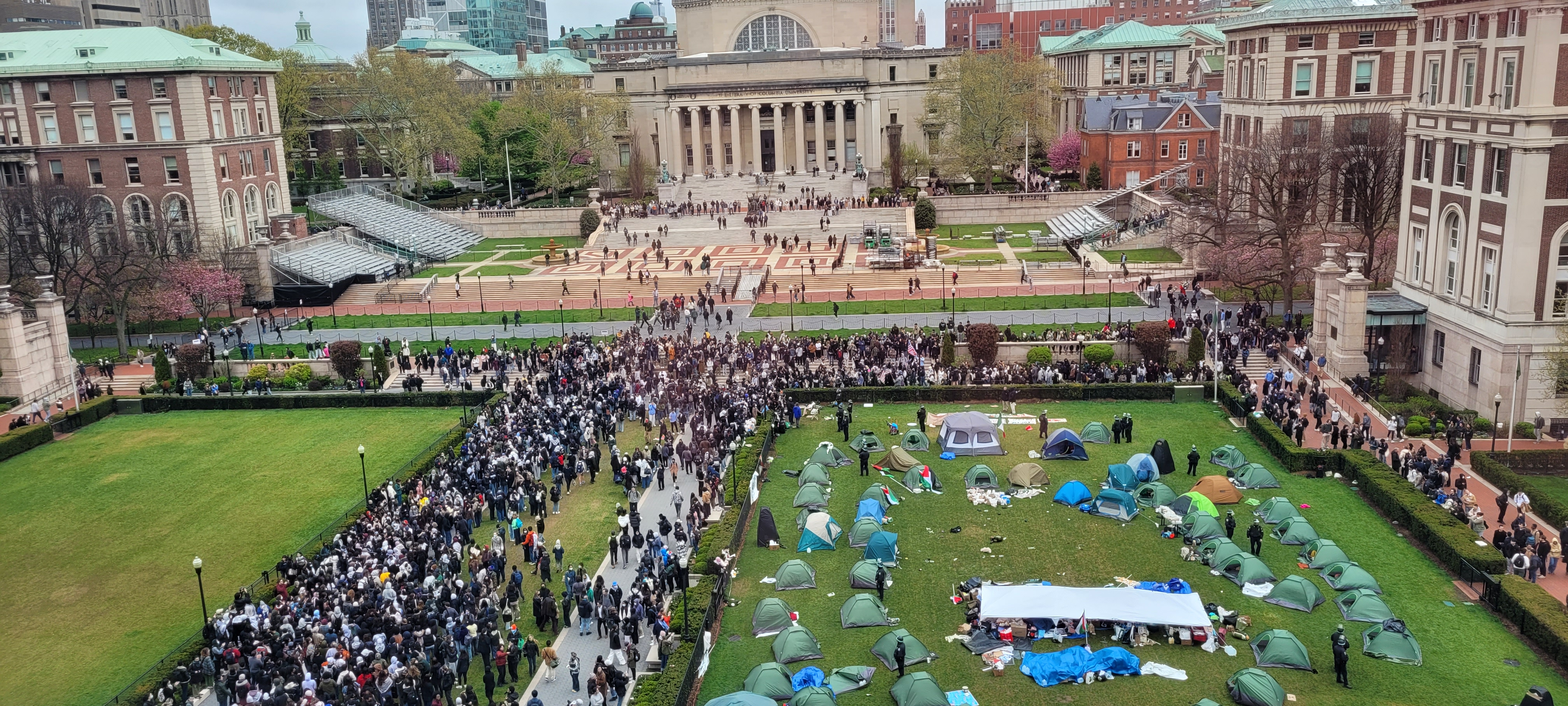
La policía de Nueva York limpiando el campamento original en East Lawn, poco después de los arrestos.

Al día siguiente, Shafik autorizó el desalojo del campamento. El Grupo de Respuesta Estratégica del Departamento de Policía de la Ciudad de Nueva York entró al campamento para arrestar a los manifestantes mientras los empleados de la Universidad de Columbia retiraban las tiendas de campaña. CUAD (Columbia University Apartheid Divest) dijo que la universidad había arrojado las pertenencias confiscadas a los estudiantes a un callejón cercano. Tres estudiantes fueron suspendidos, entre ellos Isra Hirsi, la hija de la representante estadounidense. Ilhan Omar. Después de que apareció la policía de Nueva York, un grupo de contramanifestantes pro israelíes se congregaron para celebrar la respuesta de la universidad, ondeando banderas estadounidenses e israelíes. Se formó una protesta en la calle 114 y la avenida Ámsterdam, pero se dispersó para permitir la salida de los autobuses con manifestantes detenidos.

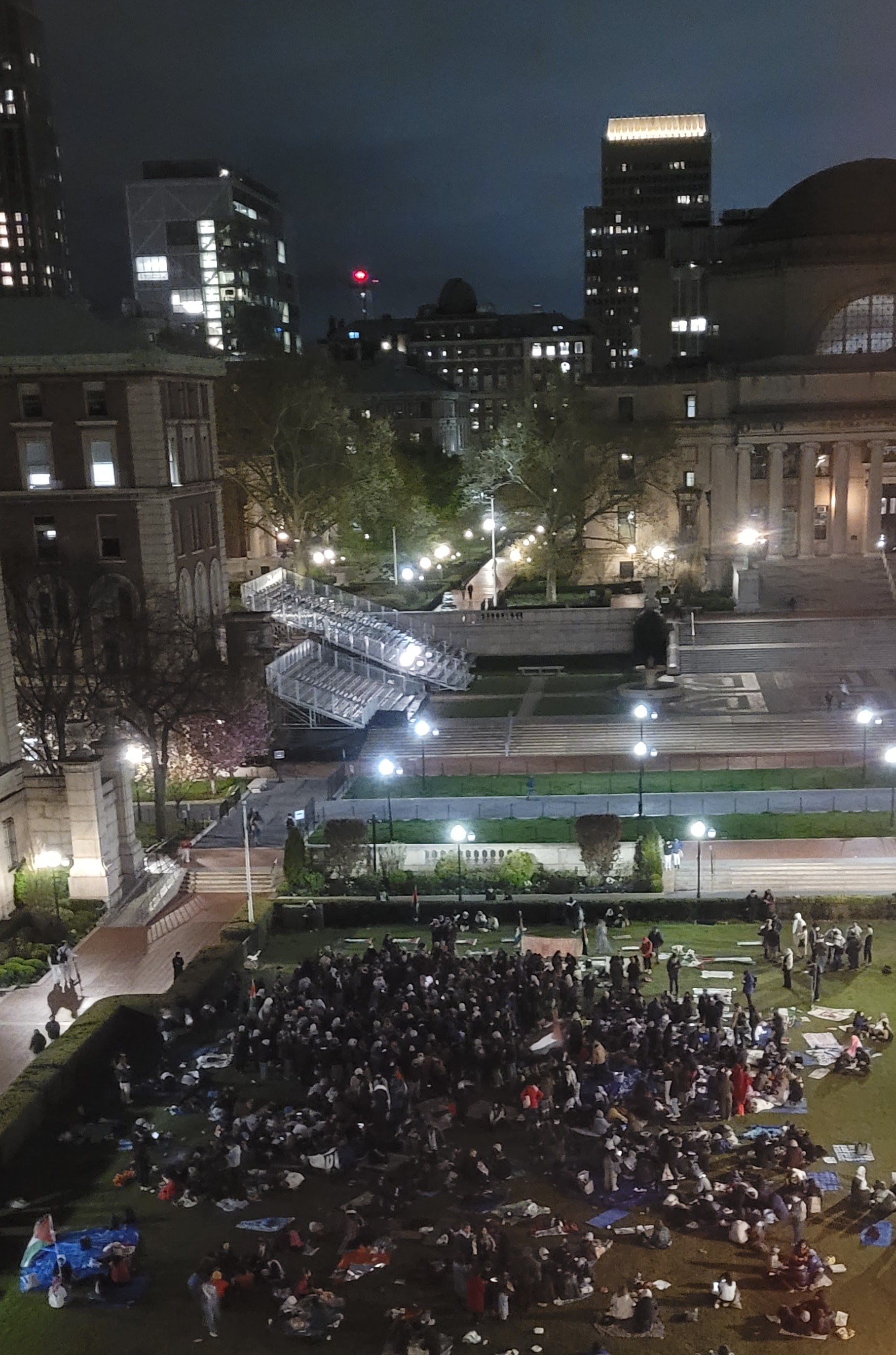
Manifestantes pro palestinos se reunieron en el jardín oeste, la noche después de los arrestos.

A pesar del desmantelamiento del campamento, los manifestantes pronto se trasladaron a una sección de césped adyacente al campus, el césped oeste de Butler Lawns, donde izaron sus pancartas y levantaron varias tiendas de campaña. El filósofo y candidato presidencial independiente Cornel West pareció mostrar solidaridad con los manifestantes. Un grupo protestó frente a la entrada principal de la universidad en la calle 116. Los manifestantes en la calle 116 y Broadway se dirigieron hacia la calle 120 después de que un hombre fuera detenido. Todos los manifestantes arrestados por la policía fueron liberados a última hora de la tarde.

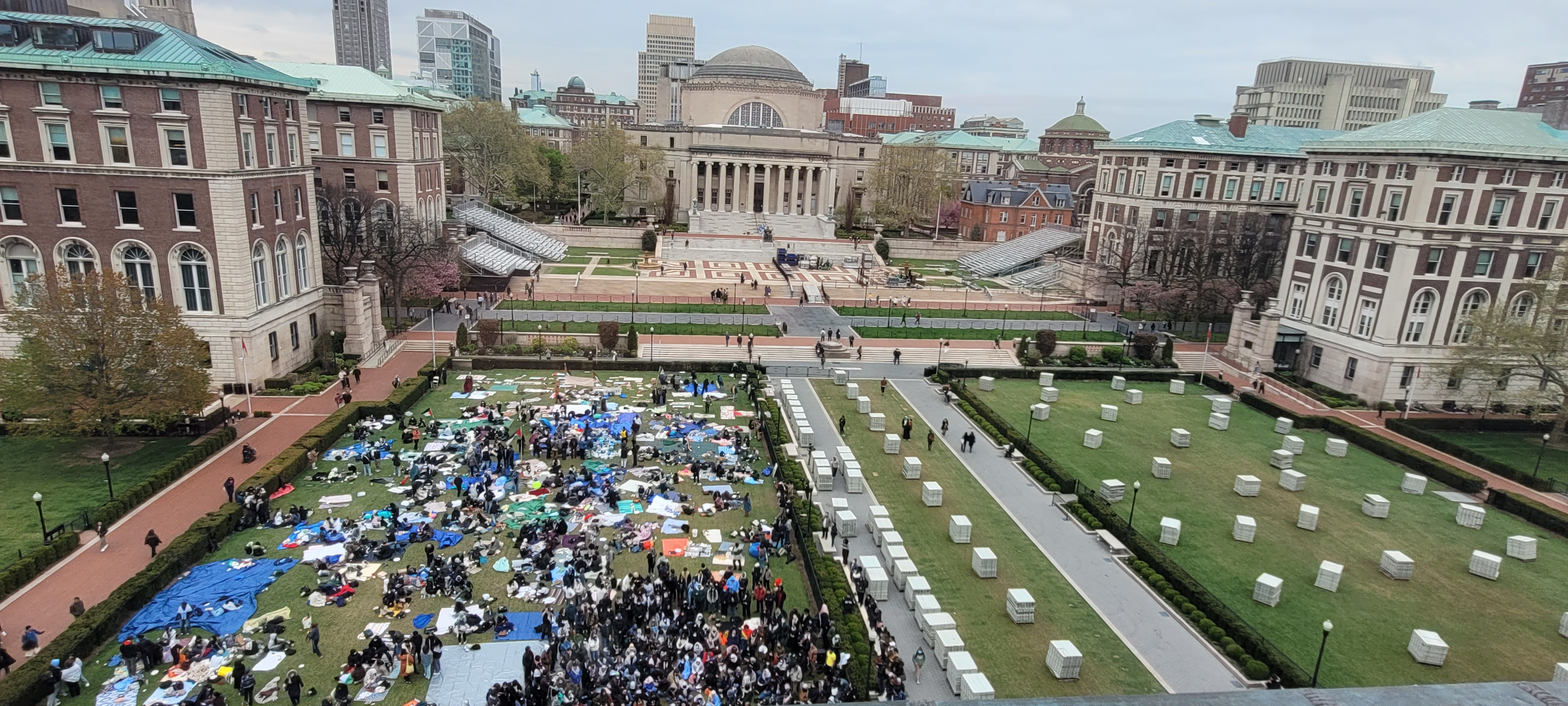
Sentada durante el segundo día después de los arrestos, con barricadas en el lado este del césped para evitar el restablecimiento del campamento original.

El 19 de abril, los manifestantes permanecían acampados en el campus; Los capítulos del SJP en la Universidad de Carolina del Norte, la Universidad de Boston y la Universidad Estatal de Ohio, así como el Comité de Solidaridad Palestina del Harvard College en la Universidad de Harvard, anunciaron manifestaciones en solidaridad con los manifestantes de Columbia. Norman Finkelstein, un politólogo y activista antisionista, pronunció un discurso ante los manifestantes. Por la tarde y por la noche se llevaron a cabo en el campamento un servicio de oración musulmana de jummah y un servicio de oración de Kabbalat Shabat judío, respectivamente. El 18 de abril, la universidad informó a los estudiantes manifestantes que habían sido arrestados que estaban suspendidos indefinidamente.
Durante el fin de semana del 20 y 21 de abril, funcionarios de seguridad pública de la administración dijeron a la emisora de radio WKCR-FM, que había estado transmitiendo información sobre la protesta, que abandonara su oficina debido a un peligro no especificado. El personal se negó, diciendo que tenían la responsabilidad de transmitir información las 24 horas del día, los 7 días de la semana. WKCR luego dijo que fue un malentendido.

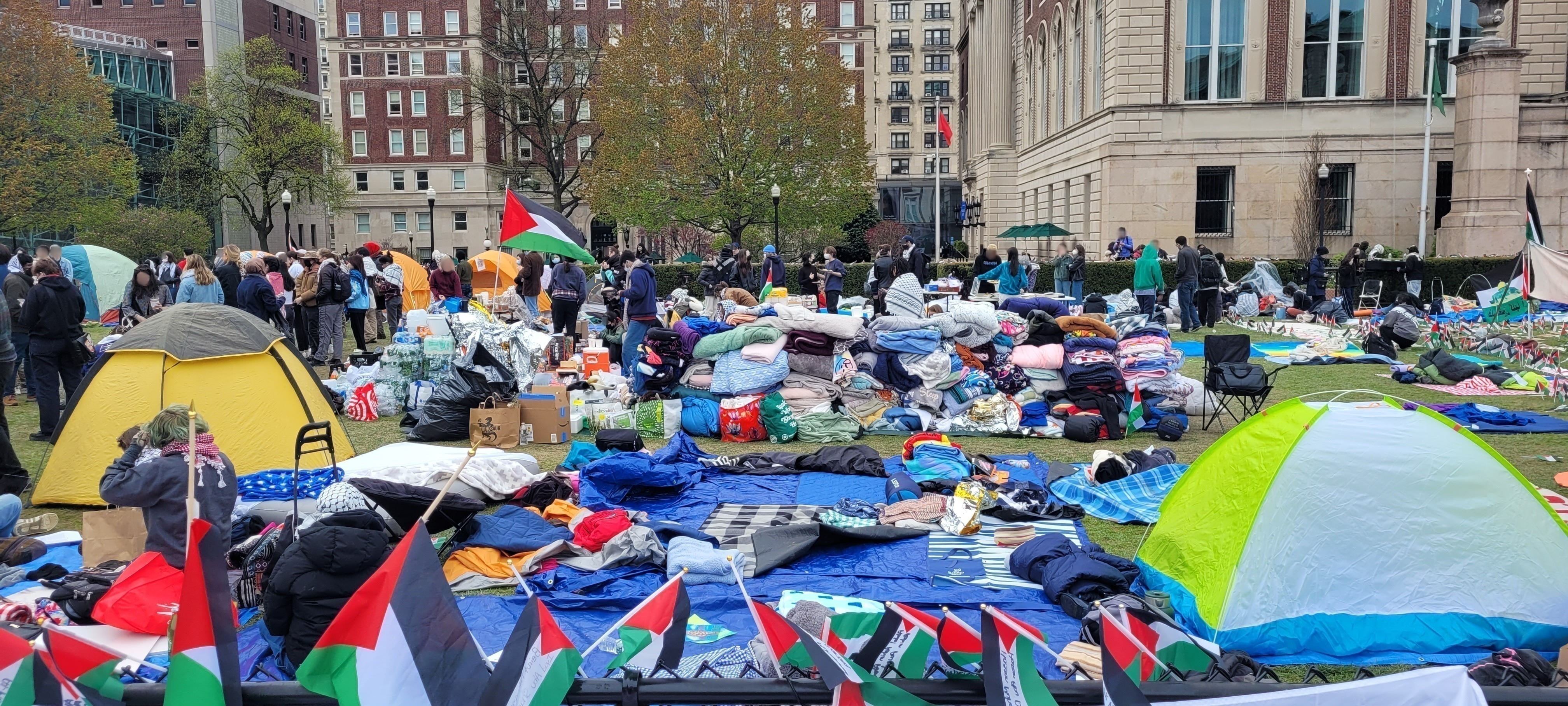
Nuevas tiendas de campaña añadidas tras la reinstauración del campamento.

El 21 de abril, Elie Buechler, un rabino asociado con la Iniciativa de Aprendizaje Judío en el Campus de la Unión Ortodoxa de la Universidad de Columbia, recomendó que los estudiantes judíos «regresaran a casa lo antes posible y permanecieran en casa», argumentando que la actual ocupación del campus había «dejado claro que en Columbia la Seguridad Pública de la Universidad y la policía de Nueva York no pueden garantizar la seguridad de los estudiantes judíos». Algunas imágenes de las protestas del fin de semana mostraron a algunos manifestantes usando lenguaje antisemita contra estudiantes judíos, y muchos estudiantes judíos dijeron que se sentían inseguros.

### Del 22 al 28 de abril

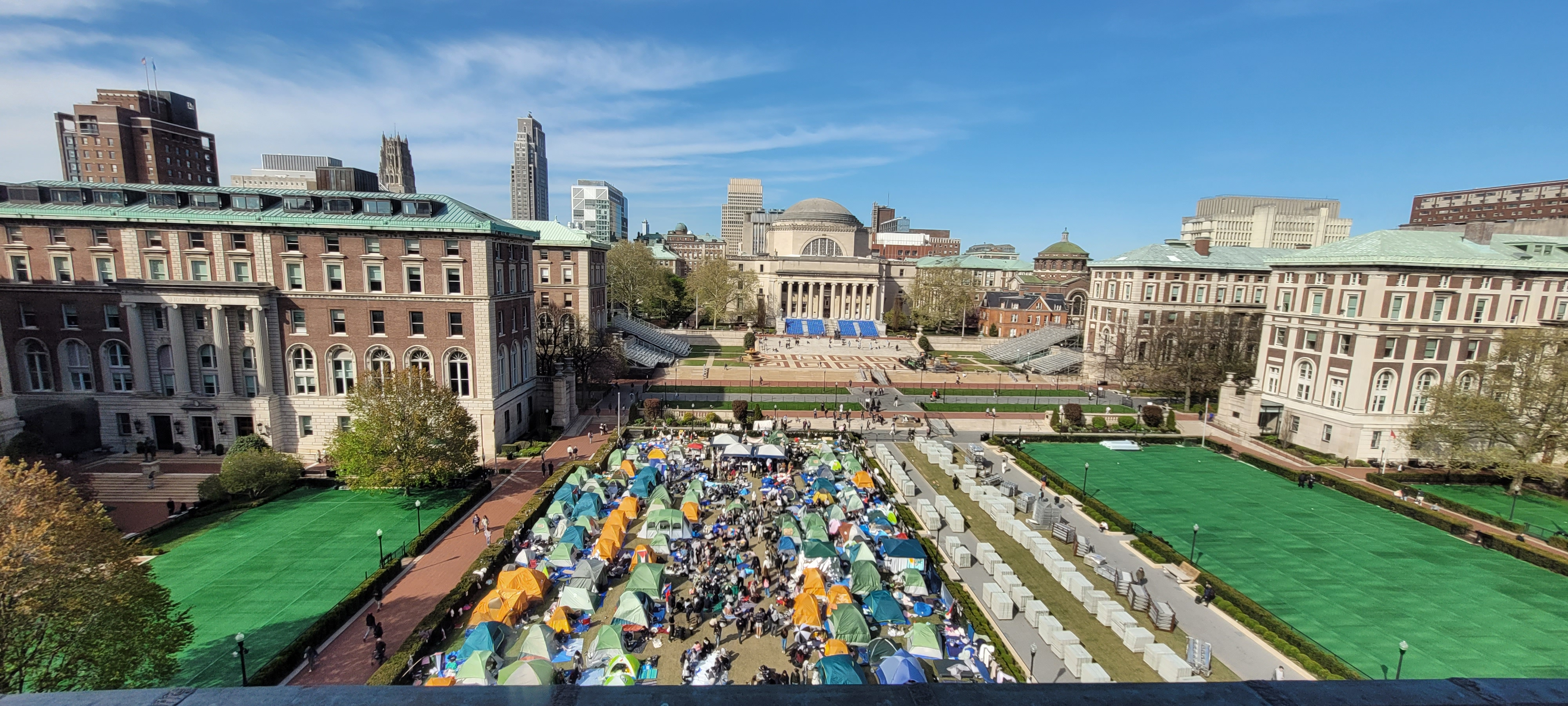
El segundo campamento crece hasta convertirse en más de 60 tiendas de campaña, con barricadas que lo aíslan de los peatones que caminan por el césped de la universidad.

Cientos de profesores de Columbia abandonaron las clases para protestar por la respuesta de la universidad a las manifestaciones. Debido a las protestas, la universidad canceló las clases del 22 de abril y luego dijo que cambiaría al aprendizaje semipresencial durante el resto del semestre. La Junta Electoral de Columbia anunció que un referéndum sobre la desinversión de Israel, originalmente propuesto por CUAD el 3 de marzo de 2024, había sido aprobado por un amplio margen, lo que demuestra que el alumnado de Columbia apoyaba mayoritariamente la iniciativa. Por la tarde, los estudiantes celebraron un Séder en la primera noche de Pésaj.

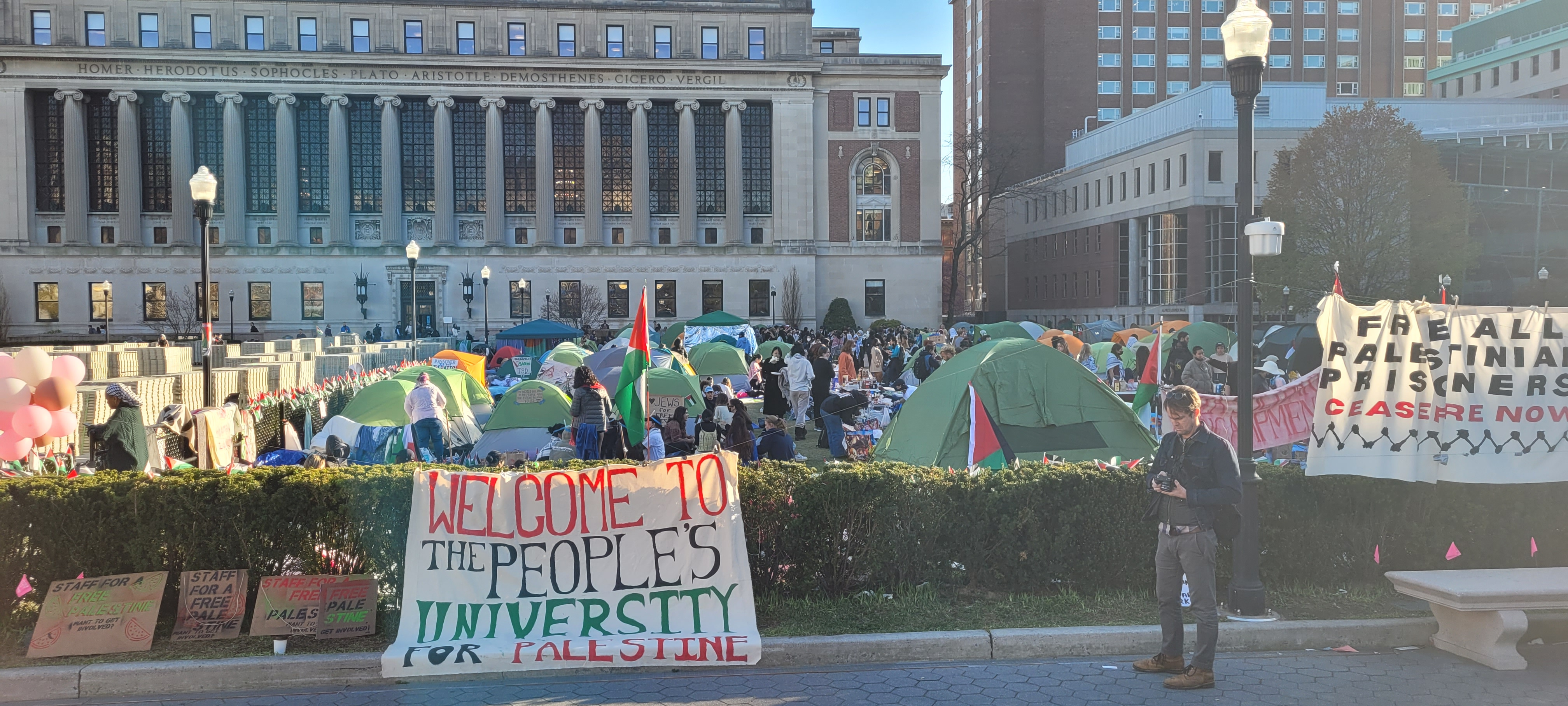
Letreros en el segundo campamento, incluido uno que dice: «Bienvenidos a la Universidad Popular de Palestina».

El 23 de abril, un organizador estudiantil dijo que los manifestantes estaban en negociaciones con la universidad a través de un negociador legal, pero se negó a compartir detalles. Ben Chang, portavoz de Columbia, dijo que los organizadores se habían reunido con funcionarios de la universidad temprano en la mañana para discutir la situación. Shafik fijó una fecha límite a medianoche para que los manifestantes aceptaran abandonar el campus o afrontar la consideración por parte de la universidad de «opciones alternativas para despejar el jardín oeste y restaurar la calma en el campus». Estudiantes judíos pro palestinos celebraron el Séder de Pésaj dentro del campamento.
Poco después de la medianoche del 24 de abril, el SJP informó que los manifestantes habían suspendido las negociaciones porque la universidad había amenazado con llamar a la Guardia Nacional de Nueva York para desalojarlos, diciendo que no volverían a la mesa de negociaciones hasta que la universidad rescindiera su amenaza. Pero la universidad dijo que se habían logrado «progresos importantes» en las negociaciones y que el plazo original de Shafik se ampliaría en 48 horas, que los estudiantes habían acordado reducir el número de tiendas de campaña y que se asegurarían de que los manifestantes no afiliados a la universidad abandonaran el campus. Se vio a los manifestantes derribando y moviendo algunas tiendas de campaña. Mientras tanto, la policía expulsó a unos cien manifestantes fuera del campus.
En la tarde del 24 de abril, el presidente de la Cámara de Representantes de los Estados Unidos, Mike Johnson, pronunció un discurso frente a la Biblioteca Low condenando a los manifestantes y pidiendo la dimisión de Shafik. Algunos asistentes lo abuchearon ruidosamente. Durante su discurso, Johnson afirmó que durante el ataque del 7 de octubre «niños fueron cocinados en hornos», una afirmación sin fundamento. Posteriormente, llamó al presidente Joe Biden para que desplegara la Guardia Nacional para sofocar las protestas; La secretaria de prensa de la Casa Blanca, Karine Jean-Pierre, respondió que dicho despliegue depende del gobernador del estado, no del presidente.
Palestina Legal presentó una demanda del Título VI con respecto a los estudiantes suspendidos el 25 de abril. La Junta de Síndicos de Columbia emitió declaraciones confirmando la decisión de Shafik. El senado estudiantil de Columbia celebró una reunión de emergencia con Shafik para considerar censurarla.
El 26 de abril, una contramarcha de Unidos por Israel, organizada por StandWithUs y algunas organizaciones de derechas, se llevó a cabo alrededor de Columbia y se detuvo a las puertas. Algunos manifestantes acosaron a los contramanifestantes pro palestinos y atacaron a algunos contramanifestantes dentro de las puertas. Los representantes demócratas Alexandria Ocasio-Cortez y Jamaal Bowman visitaron el campamento. Los trabajadores de la biblioteca de Columbia emitieron un comunicado condenando la actuación de Shafik por desplegar policías y seguridad privada contra los manifestantes. Más de 1000 manifestantes pro israelíes organizados por el «Foro de familias desaparecidas y rehenes de Nueva York» se manifestaron en la calle 116 y Broadway. El Senado Universitario anunció planes para convocar un voto de censura contra Shafik, pero decidió votar una resolución que expresaba su descontento con su actuación por miedo a derrocar al presidente en tiempos de crisis.
La policía de Nueva York dijo que agitadores externos estaban tratando de secuestrar las protestas y que estaban listos para asaltar el campus si fuera necesario. Al día siguiente, la administración de la universidad pidió a los manifestantes que se fueran y dijo que traer de vuelta a la policía sería contraproducente.

### Del 29 de abril al 2 de mayo
Las negociaciones entre los manifestantes y la universidad llegaron a un «callejón sin salida» el 29 de abril. La administración amenazó con suspender a los estudiantes que aún se encontraban en el campamento a las 14:00h. También ofreció un acuerdo de amnistía parcial. El CUAD votó a favor de permanecer en el campamento después de la fecha límite y el SJP dijo a sus miembros que no firmaran ningún acuerdo administrativo. Los profesores unieron sus brazos alrededor del campamento antes de la fecha límite. A pesar de las amenazas, los estudiantes permanecieron en el campamento y sus alrededores. Las suspensiones comenzaron más tarde ese mismo día.
Un estudiante judío demandó a la universidad por no ofrecer un entorno seguro. La policía levantó barricadas fuera de la universidad. Algunos exalumnos le escribieron a Shafik una carta pidiéndole que limpiara el campamento.
En la madrugada del 30 de abril, los manifestantes ocuparon Hamilton Hall, rompiendo algunas ventanas, y se atrincheraron en el interior. Los manifestantes cambiaron el nombre del edificio a «Hind Hall» en honor a Hind Rajab, una niña palestina de cinco años asesinada por las Fuerzas de Defensa de Israel. Como resultado, el campus fue cerrado y se observó una mayor presencia policial en los alrededores; la policía de Nueva York y la universidad dijeron que no enviarían a las fuerzas del orden para desalojar a los manifestantes. La administración amenazó con expulsar a los estudiantes que participaron en la toma de la sala. A última hora del 30 de abril, se vio una fuerte presencia policial antidisturbios fuera del campus. La administración dijo a los estudiantes que se refugiaran en el lugar debido al «aumento de actividad». La policía se preparó para allanar el campus después de que una carta de Shafik les diera permiso. Los manifestantes aparentemente sin inmutarse, realizaban cantos continuos.
Alrededor de las 9 p. m. del 30 de abril, la policía ingresó al campus con la aprobación de la administración. Entró por dos entradas y asaltó el edificio de Hamilton Hall a través de una de las ventanas de la segunda planta. Decenas de manifestantes fueron arrestados. La administración culpó a los manifestantes por intensificar las acciones de protesta con la toma de Hamilton Hall. Según un portavoz de la universidad, los manifestantes no son estudiantes del centro, y ha justificado la entrada de la policía por la «ocupación, el vandalismo y el bloqueo» de las instalaciones. Según la carta de Shafik a la policía, alguien se escondió en el edificio hasta que cerró y luego dejó entrar a otros. La universidad creía que, si bien había estudiantes entre los que entraron, sus líderes no estaban afiliados a la universidad. En una carta al Comisionado Adjunto de Asuntos Legales, Shafik solicitó la presencia de la policía al menos hasta el 17 de mayo, dos días después del inicio previsto del acto de graduación. Al final del día el Departamento de Policía de Nueva York anunció que el campus ya había sido despejado de los 200 estudiantes que permanecían atrincherados en el Hamilton Hall.Según la policía cerca de 300 personas fueron arrestadas durante la intervención policial.
El 2 de mayo, la policía de Nueva York anunció que durante los arrestos, de 112 personas arrestadas, 32 no estaban afiliadas a la escuela. el alcalde  Eric Adams dijo que había pruebas de que dos agitadores y «profesionales» externos, Lisa Fithian y la esposa de Sami Al-Arian, habían dado a los estudiantes conocimientos tácticos y entrenamiento para intensificar la protestas.

### Del 6 al 16 de mayo
A pesar de las afirmaciones de que la redada policial se realizó para garantizar una graduación principal, especialmente porque a la promoción de 2024 se le canceló la graduación de la escuela secundaria debido a la epidemia de COVID, la universidad decidió, el 6 de mayo, cancelar la graduación principal, aunque las distintas facultades y escuelas de la universidad planearon celebrar graduaciones por separado.
El 7 de mayo se llevaron a cabo pequeñas protestas pro-palestinas frente a las casas de algunos administradores de la universidad. Durante una de estas protestas, un contramanifestante pro-israelí discutió con algunos de los manifestantes y después atropelló con su coche a algunas de las personas que estaban en la protesta. El conductor y uno de los manifestantes atropellado fueron detenidos y atendidos en el hospital por heridas leves.
El 16 de mayo, profesores, estudiantes y líderes religiosos celebraron una ceremonia de «Graduación del Pueblo» en la Catedral de San Juan el Divino para los estudiantes que fueron castigados por participar en el campamento de protesta. El poeta palestino-estadounidense Fady Joudah y la periodista palestina Hind Khoudary hablaron en el evento.

## Reacciones
El representante Jerrold Nadler, exalumno de Columbia y miembro judío con más años de servicio en la Cámara de Representantes, escribió que «Columbia tiene la obligación de proteger a los estudiantes y su entorno de aprendizaje».
El alcalde de la ciudad de Nueva York, Eric Adams, dijo que: «Los estudiantes tienen derecho a la libertad de expresión, pero no tienen derecho a violar las políticas universitarias e interrumpir el aprendizaje en el campus».
El presidente Joe Biden hizo referencia a las protestas en su declaración durante la celebración del Pésaj: «el acoso y los llamamientos a la violencia contra los judíos... no tienen absolutamente ningún lugar en los campus universitarios». Una declaración separada de la Casa Blanca condenó la «intimidación física dirigida a estudiantes judíos y a la comunidad judía» en el campus de Columbia.
Robert Kraft, exalumno y ex administrador de la Universidad de Columbia, quien fundó el Centro Kraft para la vida estudiantil judía de Columbia, escribió en Instagram: «Ya no estoy seguro de que Columbia pueda proteger a sus estudiantes y personal y no me siento cómodo apoyando a la universidad hasta que se tomen medidas correctivas».
El sindicato que representa a los estudiantes trabajadores de Columbia emitió un comunicado pidiendo «la reintegración inmediata de todos los estudiantes y trabajadores estudiantiles disciplinados por protestas pro Palestina y el fin de la represión de las protestas en el campus de Columbia».
la congresista Alexandria Ocasio-Cortez escribió en su página de X (antigua Twitter): «Llamar a la policía ante manifestaciones no violentas de jóvenes estudiantes en el campus es un acto escalador, imprudente y peligroso. Representa un fracaso atroz de liderazgo que pone en riesgo la vida de las personas. Lo condeno en los términos más fuertes posibles»
La relatora especial de la ONU sobre la situación de los defensores de los derechos humanos, Mary Lawlor, describió la amenaza de la Universidad de Columbia de suspender a los estudiantes por no poner fin al campamento como «una clara violación de su derecho de reunión pacífica».

### En la Universidad de Columbia
La editora del periódico estudiantil de la universidad el Columbia Daily Spectator, Milène Klein, criticó que los alarmistas hacen que las protestas se basen exclusivamente en el antisemitismo o en estar contra los estudiantes judíos. El comité de política y planificación de la Facultad de Artes y Ciencias de Columbia condenó la cobertura de la protesta por parte de los medios externos como «sensacionalista» y dijo que estaba «preocupado por los informes que combinan las protestas en el campus con las acciones de malos actores externos a nuestra comunidad», mientras condenaba toda forma de discriminación.
Profesores de la Facultad de Derecho de Columbia condenaron en una carta dirigida a la dirección de la universidad las detenciones masivas y las suspensiones de estudiantes, calificando las acciones tomadas por la administración de la universidad como «preocupantes» y diciendo que «carecen de transparencia».
La estación de radio del campus, la WKCR-FM, suspendió parcialmente su programación habitual para cubrir las protestas.

### Acusaciones de antisemitismo
Algunos estudiantes judíos se han sentido inseguros o atacados como resultado de las protestas. Las críticas aumentaron cuando se publicó una grabación de enero de 2024 de uno de los organizadores de la acampada, Khymani James, que decía: «Los sionistas no merecen vivir». James se disculpó cuando se publicaron los comentarios en abril de 2024 y dijo en su cuenta de X (antigua Twitter): «Afirmo la santidad de toda vida y el movimiento de liberación».
Los manifestantes judíos pro palestinos han refutado las afirmaciones de que la protesta es antisemita e insegura para los estudiantes judíos, y los contramanifestantes pro israelíes han llamado a los manifestantes judíos pro palestinos «falsos judíos» o «kapos». Escritores de opinión progresistas y estudiantiles han argumentado que los medios nacionales están impulsando una narrativa sesgada al caracterizar las protestas como antisemitas y llenas de odio. Algunos manifestantes han alegado que agitadores y personas que no eran estudiantes fueron responsables de los incidentes antisemitas.
Susan Bernofsky, profesora de Columbia, dijo: «No siento que este proyecto sea antisemita de ninguna manera. Siento que los estudiantes son muy críticos con la política israelí. Y no me siento amenazada como miembro judío de la facultad de ninguna manera por lo que está sucediendo en este campus, excepto por el arresto de muchos de nuestros estudiantes».

## Cobertura de los medios de comunicación
La ocupación, las consiguientes medidas represivas y su extensión a nivel nacional tuvieron una amplia cobertura mediática. Sin embargo, algunos informes de los principales medios de comunicación fueron denunciados como engañosos y tendenciosos contra los manifestantes.
Ahmad Ibsais, estudiante de la Universidad de Míchigan, afirmó en un artículo para Al Jazeera que la cobertura mediática del movimiento de protesta era «sensacionalista» y que las acusaciones de antisemitismo eran falsas. The New Republic alegó que las verdaderas causas de las protestas fueron eclipsadas por la cobertura del antisemitismo y la represión policial. La Facultad de Artes y Ciencias de Columbia condenó la información inexacta y discriminatoria sobre la protesta. El editor adjunto del Columbia Daily Spectator, Noah Bernstein, dijo que la cobertura de los medios externos generalmente se inclinaba negativamente hacia los manifestantes. Según los informes, los estudiantes estaban cansados de los medios de comunicación y algunos se negaron a ser entrevistados.
Durante la segunda redada, la policía de Nueva York cerró varias calles dentro y alrededor del campus, la administración cerró el edificio y se restringió la libertad de movimiento. En un artículo de opinión de Mara Gay para The New York Times, dijo que los periodistas no pudieron proporcionar una evaluación completa de lo que ocurrió durante la segunda redada y que las acusaciones de brutalidad policial no pudieron ser verificadas debido a las restricciones impuestas. Además, a WKCR y otros estudiantes de periodismo no se les permitió salir de su edificio debido a las amenazas de arresto. Jake Offenhartz, de Associated Press, la calificó lo ocurrido como «una de las noches más frustrantes para el acceso a la prensa que he experimentado como reportero». La asociación estudiantil SJP alegó que la policía de Nueva York y la universidad intentaron encubrir la brutalidad policial durante el incidente.